# 로저 스크러턴
로저 스크러턴 경(영어: Sir Roger Scruton, 1944년 2월 27일 ~ 2020년 1월 12일)은 영국의 철학자이자 작가이다.
링컨셔주에서 태어나 케임브리지 대학교 지저스 칼리지에서 철학을 공부하고 동 대학원에서 미학 박사학위를 받았다.
1971년부터 1992년까지 런던 대학교 버크벡 칼리지 교수를 역임했다.
보수주의 잡지 《솔즈베리 리뷰(The Salisbury Review)》의 초대 편집장을 지냈으며 철학, 예술, 정치, 문학, 문화 및 사회 현상 등 다양한 주제의 저서들을 남겼다.

## 한국에 출간된 저서
- 로저 스크러턴 (1999). 《칸트》. 번역 김성호. 시공사. ISBN 978-8952701671.
- 로저 스크러턴 (2000). 《담배전쟁의 승자와 패자》. 번역 권오성. 자유기업원. ISBN 978-8984290402.
- 로저 스크러턴 (2000). 《스피노자》. 번역 정창호. 시공사. ISBN 978-8952716118.
- 로저 스크러턴 (2002). 《스피노자》. 번역 조현진. 궁리. ISBN 978-8988804315.
- 로저 스크러턴 (2013). 《아름다움》. 번역 이진영. 미진사. ISBN 978-8940804551.
- 로저 스크러턴 (2014). 《긍정의 오류》. 번역 정명진. 부글북스. ISBN 978-8992307871.
- 로저 스크러턴 (2016). 《합리적 보수를 찾습니다》. 번역 박수철. 더퀘스트. ISBN 979-1160500554.
- 로저 스크러턴 (2019), 《우리를 속인 세기의 철학가들》, 번역 박연수. 도움북스. ISBN 9791195773817

## 서훈
- 2016년 기사작위(Knight Bachelor) 서임[1]

## 같이 보기
- 동물권